# Ulica Marszałka Focha w Bydgoszczy
Ulica Marszałka Focha – ulica położona na terenie centrum i Śródmieścia w Bydgoszczy, jedna z najważniejszych komunikacyjnie ulic Bydgoszczy.

## Położenie
Ulica znajduje się w centrum Bydgoszczy. Rozciąga się na kierunku wschód-zachód, od skrzyżowania z ul. Gdańską do Ronda Grunwaldzkiego. Jej długość wynosi ok. 1,1 km. Stanowi jedną z głównych arterii komunikacyjnych Bydgoszczy w rejonie Starego Miasta i Śródmieścia Bydgoszczy. Począwszy od Mostów Solidarności w kierunku zachodnim ulica przebiega na granicy jednostek urbanistycznych: Śródmieścia, Okola i Wilczaka.

## Historia
Dzieje ulicy marszałka Focha jako jednego z kluczowych traktów komunikacyjnych Bydgoszczy rozpoczęły się dopiero w I połowie XIX wieku. Wcześniej – w okresie staropolskim w ciągu ulicy istniała polna droga wiodąca od zespołu klasztornego karmelitów do łąk położonych nad Brdą, które były własnością konwentu. Przebieg tej drogi, pokrywający się z obecną ulicą widoczny jest na najstarszym planie Bydgoszczy, sporządzonym przez szwedzkiego kwatermistrza Erika Dahlbergha w 1657 r. Z powodu braku mostu przed Brdę, ulica kończyła się na nabrzeżu rzeki, zaś traktem wiodącym do Koronowa i Nakła była dzisiejsza ulica Dworcowa (do 1850 r., kiedy została odcięta przez linię kolejową i nie można już było przemieszczać się nią poza miasto).
Po budowie Kanału Bydgoskiego w 1774 r. i związanej z tym budowie Śluzy Miejskiej oraz grobli wiodącej na Wyspę Młyńską, w ciągu ulicy wybudowano kładki nad Brdą i Młynówką widoczne m.in. na planie Bydgoszczy z 1789 r. Umożliwiało to przekroczenie Brdy i przemieszczanie się w kierunku zachodnim, a droga zyskała na znaczeniu jako trakt serwisowy, którym poruszały się zaprzęgi holujące łodzie na Kanale Bydgoskim. Na planie Lindnera z 1800 r. widoczna jest północna pierzeja ulicy złożona z kamienic, a w zakolu Brdy – kompleks wojskowych spichlerzy. Na planie miasta z lat 30. XIX wieku ulica dochodziła do dzisiejszej Ulicy Świętej Trójcy, gdzie poprzez most na Kanale Bydgoskim przemieszczano się w kierunku Okola, Czyżkówka i Koronowa (Berlinerstrasse w ciągu dzisiejszej ul. Grunwaldzkiej), zaś przedłużeniem w kierunku zachodnim był trakt w kierunku Wilczaka i Nakła (Nakelerstrasse w ciągu dzisiejszej ul. Nakielskiej).
W II połowie XIX wieku wschodnia część ulicy stała się częścią nowego centrum administracyjnego miasta, powstałego wokół zbudowanej w 1836 r. siedziby władz rejencji bydgoskiej. O ile wzdłuż ul. Jagiellońskiej sytuowano budynki administracyjne, municypalne i oświatowe, to wzdłuż ul. Focha wzniesiono w latach 60. XIX w. budynki użytkowane przez miejscowy garnizon wojskowy. Na podstawie analizy planu katastralnego miasta z 1878 r. można stwierdzić, że wzdłuż ulicy na odcinku pl. Teatralny – Mosty Solidarności (Wilhelmstrasse) istniała w tym czasie zabudowa pierzejowa. Po stronie południowej nad Brdą znajdowało się kasyno wojskowe (1869), a przy skrzyżowaniu z ul. Karmelicką – odwach garnizonowy (1867). Przy śluzie nr II znajdowała się Komeda Garnizonu oraz willa prezydenta rejencji bydgoskiej. Tereny w zakolu Brdy zajęte były przez zabudowania wojskowe, m.in. największe w mieście szachulcowe spichlerze. Na zachód od Brdy ulica nosiła nazwę ul. Kanałowej (niem. Canal Strasse), gdyż wiodła wzdłuż Kanału Bydgoskiego. Poprzez mostek na śluzie nr II można było przedostać się na obszar zajmowany dzisiaj przez Wyższą Szkołę Gospodarki.
W latach 1885–1890 w ciągu ulicy wzniesiono na nowo mosty nad Brdą i Młynówką: Wilhelmsbrücke (po 1920 r. zwany Jagiellońskim) oraz Hafenbrücke (po 1920 zwany Portowym). Oba wykonano w konstrukcji stalowej, z szeroką jezdnią, chodnikami i oświetleniem gazowym. Odtąd ulica została wybrukowana i nabrała charakteru arterii miejskiej, łączącej zachodnie przedmieścia miasta (Okole, Wilczak) ze Śródmieściem. W tym czasie ulica była wykorzystywana (obok ul. Gdańskiej i Mostowej) jako trasa przemarszu defilad wojskowych.
W okresie międzywojennym ulica marsz. Focha kończyła się na skrzyżowaniu z ul. Świętej Trójcy. Dalszy odcinek wiodący wzdłuż Kanału Bydgoskiego nosił nazwę ul. Świętej Trójcy. Przez most Władysława IV przemieszczano się na Okole do ul. Grunwaldzkiej i Jackowskiego.
W czasie II wojny światowej ciąg ulicy został przerwany w wyniku zniszczenia Mostów Solidarności. Odbudowywano je kilkakrotnie (1939, 1945), a w latach 50. XX w. wzniesiono w konstrukcji żelbetowej.
Po II wojnie światowej wzrastający ruch samochodowy stworzył konieczność rozbudowy ulicy. W latach 1969–1973 r. trwała budowa trasy W-Z, która miała poprawić warunki ruchu drogowego w Bydgoszczy na kierunku wschód-zachód. Prowadziła ona ul. Fordońską, Toruńską, Wałami Jagiellońskimi, Poznańską i Szubińską. W latach 1972–1974 zmodernizowano również ul. Jagiellońską i Focha (na zachód od Brdy) na arterie dwujezdniowe z usytuowanym pośrodku torowiskiem tramwajowym. W ramach inwestycji wyodrębniono m.in. budowę tzw. węzła grunwaldzkiego. Ulicę Focha przedłużono poza skrzyżowanie z ul. Świętej Trójcy aż do nowo zbudowanego ronda Grunwaldzkiego. Kontrowersyjnym skutkiem tego przedsięwzięcia było zasypanie ok. kilometrowego odcinka starego Kanału Bydgoskiego wraz z dwiema śluzami – II i III oraz rozbiórka kamiennego mostu im. Władysława IV. Na zasypanym odcinku, który sygnalizuje obecnie pozostawiony ciąg starodrzewu będącego pozostałością dawnych plant nad Kanałem Bydgoskim, powstała sześciopasmowa ulica z torowiskiem tramwajowym. W otoczeniu ronda Grunwaldzkiego zbudowano od podstaw łącznice z ul. Grunwaldzką, Nakielską oraz Królowej Jadwigi. Nowo powstałą drogą (w latach 80.) była ul. Kruszwicka wiodąca do placu Poznańskiego. Kontynuacją przebudowy ul. Focha na ważną komunikacyjnie arterię miejską było wybudowanie w latach 1977–1982 pasma północnego mostów Solidarności według projektu inż. Antoniego Malczewskiego. Na początku lat 80. w związku z remontem torowiska tramwajowego, pokryto asfaltem kostkę granitową przy ul. Focha.
Kolejnej przebudowy ulicy, zwłaszcza torowisk tramwajowych i skrzyżowania z ul. Kordeckiego i Królowej Jadwigi dokonano w latach 2010–2012 podczas budowy trasy tramwajowej do dworca PKP Bydgoszcz Główna. Wyremontowano także odcinek wschodni ulicy od pl. Teatralnego do Mostów Solidarności, a dotychczasowy dojazd do ulicy Focha od ul. Królowej Jadwigi stał się placem postojowym komunikacji miejskiej. Budowa linii tramwajowej spowodowała zarazem rozbiórkę znajdującego się u zbiegu ulic Królowej Jadwigi i Focha kultowego baru piwnego. Wkrótce potem, w grudniu 2013 wyburzono niewielki pawilon handlowy, znajdujący się między jezdniami ulicy na przystanku tramwajowym przy rondzie Grunwaldzkim. Pozostała po nim tylko charakterystyczna wiata w kształcie grzyba z l. 70. XX wieku, którą wyburzono 10 maja 2018.
W początku 2019 rozpoczęto rozbiórkę substandardowej zabudowy usługowej naprzeciwko Opery Nova, w miejscu której powstanie zabudowa mieszkaniowa. W maju 2019 inwestor (AWZ) zaprezentował koncepcję realizacji w tym miejscu osiedla o nazwie Nowy Port, z 3 budynkami wysokościowymi (poniżej 36 m) oraz zrewitalizowanymi zabytkowymi obiektami przemysłowymi po dawnej Befanie. Przewidywane jest utworzenie nowych, otwartych ciągów komunikacyjnych (pasaży), terenów zielonych oraz bulwarów schodzących kaskadowo do brzegów rzeki, które zastąpić mają znajdującą się w tym miejscu wysoką ceglaną ścianę. Pozwolenie na realizację inwestycji uzyskano w końcu 2020.
W połowie sierpnia 2020 po południowej stronie ul. Focha rozpoczęto budowę drogi rowerowej, z planowanym terminem zakończenia robót w końcu października, przesuniętym następnie na 8 grudnia 2020 i koniec 2020. Koszt realizacji inwestycji wyniósł ponad 2,5 mln zł.

## Nazwy
Ulica w przekroju historycznym miała następujące nazwy:
- 1840–1920 – Wilhelmstraße
- 1920–1931 – Jagiellońska
- 1932–1939 – marszałka Ferdynanda Focha (Ferdynand Foch – marszałek Francji i Polski, naczelny wódz Sił Sprzymierzonych w 1918 r., podpisał w Compiègne rozejm kończący działania wojenne z Niemcami)
- 1939–1945 – Hermann-Göringstraße
- 1945–1949 – marszałka Focha
- 1950–1990 – Armii Czerwonej
- 1990 – Kazimierza Wielkiego
- od 1990 – marszałka Focha

## Komunikacja

### Ruch tramwajowy
Torowisko na ulicy Focha zostało wybudowane w 1905 r., kiedy wydłużono w kierunku zachodnim (od pl. Teatralnego do skrzyżowania ul. Nakielskiej i Czerwonego Krzyża) trzecią w kolejności linię tramwaju elektrycznego (linia „C” niebieska, zbudowana w 1901 r.), z Wilczaka do Szreterów. W latach 1903–1904 linię wydłużono w kierunku wschodnim do Bartodziejów. W 1948 r. zmieniono oznaczenie linii tramwajowej kursującej ulicą Focha na „3”. W 1957 w ciągu ulicy wybudowano drugi tor tramwajowy, a w latach 1972–1974 w związku z budową węzła grunwaldzkiego, powstała dwutorowa linia tramwajowa w zachodniej części ulicy wiodącej do ronda Grunwaldzkiego. W tym czasie zlikwidowano torowiska w ul. św. Trójcy i ks. Kordeckiego.
Obecnie po ul. Focha przejeżdżają tramwaje linii nr 1, 3, 5,8 oraz 9.
W 2019 znajdujący się w ciągu ulicy przystanek tramwajowy przy placu Teatralnym został przebudowany na przystanek wiedeński (oddanie do użytku 2 września 2019). Inwestycję tą planowano od 2016.
Również w 2019 ogłoszono przetarg na budowę wzdłuż ulic Focha (po południowej stronie) i Kruszwickiej (obustronnie) dróg rowerowych. Ze względu na przekroczenie kosztorysu przez oferentów, przetarg unieważniono i ponownie ogłoszono w grudniu 2019.

### Obciążenie ruchem
Ulica Ferdynanda Focha należy do najbardziej obciążonych ruchem drogowym arterii komunikacyjnych w Bydgoszczy. Pomiar ruchu w 2006 r. wykazał, że w szczycie komunikacyjnym przejeżdża przezeń ok. 2000 pojazdów na godzinę.

## Zabudowa
Zabudowa ulicy Focha, zwłaszcza na staromiejskim odcinku od ul. Gdańskiej do Mostów Solidarności ukształtowała się podczas pruskiego okresu historii miasta. Po stronie północnej znajduje się pierzeja kamienic wybudowanych w I i II połowie XIX wieku, w tym kilka przebudowanych w duchu wielkomiejskim na początku XX w. Odmienny los spotkał dawną pierzeję południową. Zespół klasztorny karmelitów z kościołem mariackim rozebrano już w XIX wieku (kościół w 1820 r., budynki klasztorne i wieża kościelna w 1895), Teatr Miejski, kompleks spichrzy szachulcowych i kasyno oficerskie w 1945 r., a budynki dawnego odwachu, piekarni wojskowej, magazynów oraz poszczególne kamienice zostały rozebrane po 1945 r. Począwszy od 1973 r. w zakolu Brdy na miejscu dawnych zabudowań wojskowych rozpoczęto budowę okazałej architektonicznie siedziby Opery bydgoskiej. Budowę ukończono ostatecznie w 2006 r. i odtąd gmach Opery Nova stanowi dominantę nie tylko ulicy Focha, ale także całego otoczenia Starego Miasta w Bydgoszczy. W latach 2001–2002 wybudowano przy ulicy także multipleks kinowy „Multikino”.

### Miejsca i obiekty
| Nr  | Obiekt                               | Lata budowy                      | Budowniczy                       | Styl architektoniczny  | Uwagi | Zdjęcie |
| --- | ------------------------------------ | -------------------------------- | -------------------------------- | ---------------------- | --- | ------- |
| 1.  | Kamienica Maxa Zweiningera – Focha 2 | 1901–1902                        | Karl Bergner                     | eklektyzm, secesja     | kamienica narożna z ul. Gdańską, arkady wykonano w 1940 r. według proj. Jana Kossowskiego |         |
| 2.  | Focha 4                              | 1901–1902                        | Karl Bergner                     | eklektyzm, secesja     | kamienica wpisana do rejestru zabytków |         |
| 3.  | Focha 6                              | 2. ćw. XIX w.                    | C. Stampehl                      | neoklasycyzm           | przykład pierwotnej zabudowy ulicy z I połowy XIX wieku |         |
| 4.  | Focha 8                              |                                  |                                  | neoklasycyzm           | |         |
| 5.  | Focha 10                             | przełom XIX i XX w.              |                                  | eklektyzm, secesja     | posiada wykusze |         |
| 6.  | Focha 12                             | przełom XIX i XX w.              |                                  | eklektyzm, neorenesans | posiada wykusz |         |
| 7.  | Focha 16                             |                                  |                                  | funkcjonalizm          | zniszczona w 1945, utraciła wystrój elewacji, mieści przedsiębiorstwo pn. Polskie Sieci Elektroenergetyczne – Północ S.A. |         |
| 8.  | Focha 18                             | 1885                             | A. Berndt                        | eklektyzm, neorenesans | |         |
| 9.  | Focha 20                             | 1884                             |                                  | styl malowniczy        | kamienica wyremontowana w 2007 r., w l. 2013–2014 przekształcona w czterogwiazdkowy hotel Sepia (90 pokojów na 156 osób) z tarasem widokowym na dachu (85 miejsc), a także smart parkingiem (otwartym 29 grudnia 2014, oficjalnie – 16 stycznia 2015). |         |
| 10. | Focha 22                             |                                  |                                  | funkcjonalizm          | utraciła wystrój elewacji, do połowy lat 90. XX w. znajdowała się tu redakcja Ilustrowanego Kuriera Polskiego |         |
| 11. | Focha 24                             | 1876                             | C. Stamphel                      | eklektyzm, neorenesans | styl nawiązuje do neorenesansu francuskiego i północnoeuropejskiego |         |
| 12. | Focha 28                             | koniec XIX wieku                 |                                  |                        | Budynek postawiono na planie zbliżonym do litery „L”. Oba skrzydła mają osobne adresy (zachodnie – Focha 28, a północne – Warmińskiego 1). W l. 2019-2020 przeprowadzono remont obiektu.                                                               |         |
| 13. | Opera Nova – Focha 5                 | 1973–2006                        | Józef Chmiel, Andrzej Prusiewicz | funkcjonalizm          | gmach w kształcie trójlistnej koniczyny, mieści Teatr Operowy i Muzyczny, jedyny w województwie kujawsko-pomorskim oraz Centrum Kongresowe |         |
| 14. | Multikino – Focha 48                 | 2001–2002                        |                                  | funkcjonalizm          | pierwszy multipleks kinowy zbudowany w Bydgoszczy; mieści 10 sal z 2175 miejscami na widowni |         |
| 15. | Mosty Solidarności                   | 1840, 1885–1890, 1954, 1977–1982 |                                  | funkcjonalizm          | trzy pasma mostowe, w tym dwa drogowe i jeden tramwajowy, przerzucone nad nurtami rzek: Brdy i Młynówki; z mostu widok m.in. na katedrę św. Marcina i Mikołaja, Wyspę Młyńską, Śluzę Miejską                                                           |         |
| 16. | Focha 25                             | I poł. XIX w.                    |                                  | neoklasycyzm           | willa prezydenta rejencji bydgoskiej (w l. 1836-1920); nawiązuje do form świątyni starożytnej, w przyziemiu elewacji frontowej znajduje się portyk wsparty na kanelowanych kolumnach, w zwieńczeniu gzyms kostkowy i trójkątny naczółek                |         |